# فريدريك ساماريتانو
فريدريك ساماريتانو  (بالفرنسية: Frédéric Sammaritano)‏ (مواليد  23 مارس 1986 في فرنسا) لاعب كرة قدم أجاكسيو - فرنسا يجيد اللعب في خط الوسط . يلعب حاليا لصالح نادي أجاكسيو فرنسا منذ 2011.

## روابط خارجية
- فريدريك ساماريتانو على موقع رابطة كرة القدم الفرنسية للمحترفين (الإنجليزية)
- فريدريك ساماريتانو على موقع قاعدة بيانات كرة القدم.إي يو (الإنجليزية)
- فريدريك ساماريتانو على موقع ليكيب (الفرنسية)
- فريدريك ساماريتانو على موقع Soccerway.com (الإنجليزية)
- فريدريك ساماريتانو على موقع كووورة
- فريدريك ساماريتانو على موقع AS.com (الإسبانية)